# Den hvide Dame
Den hvide Dame er en dansk dansk stum komediefilm fra 1913 produceret af Nordisk Films Kompagni og instrueret af Holger-Madsen efter manuskript af Peter Nielsen. Filmen betegnes i dennes program som "En munter spøgelseshistorie fra den gamle Herregård". 
Filmen havde dansk premiere den 10. november 1913 i Panoptikon Teatret i København og blev i tysktalende lande distribueret som Die weiße Dame, i engelsktalende lande som The Ghost of the White Lady og i fransktalende lande som La Dame blanche. 

## Handling
To unge forelskede får at vide, at den unge mand skal giftes med en anden kvinde. De beslutter sig for, at lade herregårdens "hvide Dame"  aflægge den gamle greve et besøg, hvorunder greven af skræk giver sit samtykke til giftemål mellem de unge forelskede.

## Medvirkende
- Rita Sacchetto - Ida Trolle, komtesse
- Alf Blütecher - Erik Bille, grevens søn
- Paula Ruff
- Holger Syndergaard
- Zanny Petersen
- Svend Kornbeck
- Betzy Kofoed
- Alma Hinding
- Holger-Madsen
- Christian Schrøder